# 道の駅しほろ温泉
道の駅しほろ温泉（みちのえき しほろおんせん）は、北海道河東郡士幌町にある北海道道134号本別士幌線の道の駅である。
2025年（令和7年）4月18日にリニューアルオープンした。

## 主な施設
- 駐車場
  - 普通車：104台
  - 大型車：9台
  - 身障者用：3台
- トイレ（24時間利用可能）
  - 男：大 4器（2器）、小 5器（2器）
  - 女：6器（4器）
  - 身障者用：2器（1器）
- 公衆電話：1台
- しほろ温泉（日帰り、宿泊可能）※日帰り入浴は、12:00 - 21:00
- パークゴルフ場
- レストラン ※営業時間は、11:00 - 15:00
- 特産品販売コーナー ※営業時間は、11:00 - 21:00

## 休館日
- 年中無休

## アクセス
- 北海道道134号本別士幌線
- 北海道道496号下居辺高島停車場線

## 周辺
- 居辺川